# Fabian Rohm
Fabian Rohm ist ein deutscher Synchronsprecher und die deutsche Stimme von Matthew Lewis, der in den Harry-Potter-Verfilmungen Harrys Mitschüler Neville Longbottom darstellt.
Er synchronisiert Lewis in den Filmen Harry Potter und der Feuerkelch, Harry Potter und der Orden des Phönix, Harry Potter und der Halbblutprinz und Harry Potter und die Heiligtümer des Todes - Teil  2.

## Synchronrollen (Auswahl)

### Filme
- 2003: Jeremy Sumpter als Peter Pan in Peter Pan
- 2005: Matthew Lewis als Neville Longbottom in Harry Potter und der Feuerkelch
- 2007: Matthew Lewis als Neville Longbottom in Harry Potter und der Orden des Phönix
- 2009: Matthew Lewis als Neville Longbottom in Harry Potter und der Halbblutprinz
- 2011: Matthew Lewis als Neville Longbottom in Harry Potter und die Heiligtümer des Todes – Teil 2
- 2014: Jack Farthing als George in The Riot Club

### Serien
- 2005: Devin Douglas Drewitz als Charlie Keys (jung) in Taken
- 2005–2009: Matthew Underwood als Logan Reese in Zoey 101
- 2015: Keenan Tracey als Sterling in The 100
- 2016: Katsuyuki Konishi als Takehito "Gakuto" Morokuzu in Prison School
- 2016: Ryouhei Arai als Schüler #1 in Sailor Moon Crystal